# In varietate concordia
« In varietate concordia » (en français : « Unie dans la diversité ») est la devise de l'Union européenne.
D'après la Commission européenne, « cette devise signifie que, au travers de l'Union européenne, les Européens unissent leurs efforts en faveur de la paix et de la prospérité, et que les nombreuses cultures, traditions et langues différentes que compte l'Europe constituent un atout pour le continent. »

## Histoire
La devise a d'abord été choisie selon un processus non officiel. Patrick La Prairie, du quotidien Ouest-France propose, en 1998, l'organisation d'un concours de devises européennes à destination des classes de l'enseignement secondaire des quinze États membres, dans l'intention de proclamer la nouvelle devise à l'occasion du cinquantenaire de la déclaration du 9 mai 1950 de Robert Schuman.
Au niveau national, les médias partenaires ont été invités à sélectionner dix devises, qui ont été soumises à un jury européen réuni au Mémorial de Caen les 11 et 12 avril 2000. Ce jury choisit alors sept devises,. Ces devises ont été soumises à un grand jury placé sous la direction de Jacques Delors et composé d'une personnalité pour chacun des quinze États membres. Le jury s'est réuni le 4 mai au matin. La devise sélectionnée a le même jour été remise à Nicole Fontaine, alors présidente du Parlement européen, lors d'une cérémonie au Parlement. La devise retenue est « L'unité dans la diversité » (« In varietate concordia »).
En 2004, la devise est intégrée au traité établissant une Constitution pour l'Europe (traité de Rome), dont l'article I-8 énumère les différents symboles de l'Union européenne. La forme française est alors légèrement différente : « Unie dans la diversité ». Mais ce traité n'est finalement pas ratifié.
En 2007, le traité modificatif (traité de Lisbonne) ne contient aucun article mentionnant les symboles de l'Union. Il reprend en effet de nombreux éléments du traité de 2004, mais pas les articles pouvant assimiler l'Union à un État fédéral comme ceux définissant les symboles européens : drapeau, hymne, devise. 

Ces derniers continuent cependant à exister, puisque dans l'acte final du traité, 16 des 27 États membres (Belgique, Bulgarie, Allemagne, Autriche, Grèce, Espagne, Italie, Chypre, Lituanie, Luxembourg, Hongrie, Malte, Portugal, Roumanie, Slovénie et Slovaquie) déclarent : 

« Le drapeau représentant un cercle de douze étoiles d'or sur fond bleu, l'hymne tiré de « l'Ode à la joie » de la Neuvième symphonie de Ludwig van Beethoven, la devise « Unie dans la diversité », l'euro en tant que monnaie de l'Union européenne et la Journée de l'Europe le 9 mai continueront d'être, pour eux, les symboles de l'appartenance commune des citoyens à l'Union européenne et de leur lien avec celle-ci. »

## «In varietate concordia»

### Traductions dans les langues officielles de l'Union
La devise de l'Union européenne, initialement « In varietate concordia » en latin, a été traduite dans les 23 langues qui étaient officielles dans l'Union européenne à la date de rédaction du traité de Rome (en 2004) puis dans les langues des nouveaux pays ayant adhéré à l'Union européenne :
- allemand : In Vielfalt geeint (litt. « Uni[e][s] dans la diversité »)
- anglais : United in diversity (litt. « Uni[e][s] dans la diversité »)
- bulgare : Единни в многообразието (Edinni v mnogoobrazieto)
- croate : Ujedinjeni u različitosti[6]
- danois : Forenet i mangfoldighed
- espagnol : Unidos en la diversidad (litt. « Unis dans la diversité »)
- estonien : Ühinenud mitmekesisuses
- finnois : Erilaisuudessaan yhdistynyt
- français : Unie dans la diversité
- grec moderne : Ενότητα στην πολυμορφία (Enótita stin polimorfía)
- hongrois : Egység a sokféleségben
- irlandais : Aontaithe san éagsúlacht
- italien : Unita nella diversità (litt. « Unie dans la diversité »)
- letton : Vienotība dažādībā
- lituanien : Vienybė įvairialypiškume
- luxembourgeois : An d'Diversitéit vereenegt
- maltais : Maqgħudin fid-Diversità
- néerlandais : In verscheidenheid verenigd
- polonais : Jedność w różnorodności (litt. « L'unité dans la diversité »)
- portugais : Unidos na diversidade (litt. « Unis dans la diversité »)
- roumain : Unitate în diversitate (litt. « L'unité dans la diversité »)
- slovaque : Jednotní v rozmanitosti
- slovène : Združeni v raznolikosti
- suédois : Förenade i mångfalden
- tchèque : Jednotná v rozmanitosti

### Dans les langues des pays officiellement candidats
Des traductions dans les langues officielles des pays candidats à l'entrée dans l'Union européenne sont élaborées, soit à l'initiative de l'Union européenne, soit par les États candidats :
- albanais : Të bashkuar në diversitet
- macédonien : Единство во различноста[7]
- serbe : Уједињени у различитости (Ujedinjeni u različitosti)[8]
- turc : Çeşitlilikte birlik[9]
- ukrainien : Об'єднані заради різноманітності